# Vaňkouš
Vaňkouš (též Vancus, Wanus, Vankuš nebo Weinkauss) byla středověká vesnice, která se nacházela na území dnešních obcí Rozstání a Otinoves v okrese Prostějov v Olomouckém kraji. Vesnice vznikla pravděpodobně ve 13. století jako součást kolonizace Drahanské vrchoviny a zanikla koncem 15. století, přičemž jako pustá je poprvé zmíněna v roce 1492. Jednalo se o typickou krátkou dvouřadou lesní lánovou ves, umístěnou v mírném svahu, jejímž středem protékal malý potok. Archeologické nálezy dokumentují existenci vesnice po dobu přibližně 210 let, dokládají několik usedlostí a přítomnost malého rybníka ve středu osady.

## Historie
První písemná zmínka o Vaňkouši pochází z roku 1348, kdy je vesnice uvedena ve výčtu osad patřících k holštejnskému panství. V průběhu času se její název v historických dokumentech měnil – Vancus (1348), Wanus (1463, 1481), Vankuš (1492), Vankouš (1590) a Weinkauss (1597). Vesnice zanikla mezi lety 1481 a 1492. Důvod jejího zániku není jednoznačně doložen. Jelikož první zmínka o pusté vsi je až z roku 1492, téměř 60 let po husitských válkách, odborníci předpokládají, že příčinou mohla být jiná katastrofa, například požár nebo morová epidemie s následným odchodem zbývajících obyvatel. Podobně jako jiné vesnice v oblasti Drahanské vrchoviny, ani Vaňkouš nebyl po svém zániku obnoven, což souviselo s drsným klimatem a nízkou zemědělskou výnosností této oblasti.

## Archeologický výzkum
Systematický archeologický průzkum lokality provedl v 60. letech 20. století Ervín Černý, který určil přesnou polohu vesnice a zdokumentoval její pozůstatky. Vaňkouš byl identifikován jako krátká dvouřadá lánová osada umístěná na mírném svahu, jejímž středem protékal od severu k jihu malý potok, který zde pramení. V blízkosti pramene byla objevena obloukovitá rybniční hráz, což naznačuje, že ve středu vesnice byl vybudován malý rybník. Pozůstatky této hráze zůstávají patrné, ačkoliv samotný rybník se zachoval jen jako mokřadní oblast s odpovídajícím pomístním názvem. Archeologické průzkumy odhalily, že vesnice se od rybníka rozprostírala severním i jižním směrem. V severní části nejsou viditelné stopy po staveních, protože tato lokalita je rozorána a využívána k zemědělské činnosti. Při povrchových sběrech zde však bylo nalezeno značné množství keramiky datované do období od druhé poloviny 13. století až do počátku 15. století. Jižním směrem od bývalého rybníka byly po pravé straně vodoteče identifikovány dva relikty středověkých staveb, nacházející se ve stráni přibližně 5 metrů nad úrovní potoka. Severozápadně od těchto vyvýšenin byl objeven výrazný pozůstatek tříprostorového domu z 18. století. Na protilehlé (východní) straně potoka Ervín Černý zaznamenal dalších pět okrouhlých vyvýšenin bez centrální vklesliny. Keramický materiál získaný povrchovými sběry v 90. letech 20. století a v roce 2017 zahrnuje okrajové části nádob, zdobené i nezdobené výdutě, dna a fragmenty mazanice. Tyto nálezy jsou uloženy v depozitáři Muzea Prostějov a část také v Archeologickém ústavu Akademie věd ČR v Brně.

## Současný stav
Lokalita zaniklé středověké osady Vaňkouš se nachází v nadmořské výšce 610–618 metrů na rozhraní katastrálních území obcí Rozstání a Otinoves. Místo je v současnosti využíváno různým způsobem – severní část je přeměněna na zemědělskou půdu, východní část je osázena lesní školkou s obtížně prostupným terénem. V centrální části bývalé vesnice kolem potoka probíhá těžební činnost a lokalita slouží jako krmeliště a kaliště pro lesní zvěř. Navzdory těmto změnám jsou některé architektonické pozůstatky, zejména hráz bývalého rybníka a relikty staveb v jižní části, stále patrné. Celková výměra zachované zaniklé části plužiny (zemědělské půdy) náležející k Vaňkouši je odhadována na 139 hektarů. Díky archeologickým průzkumům a nálezům keramiky je možné rekonstruovat přibližnou rozlohu vesnice s předpokládaným počtem 16 usedlostí.